# Habib al-Adli
Habib al-Adli (ur. 1 marca 1938) – egipski polityk, minister spraw wewnętrznych w latach 1997-2011.

## Życiorys
Początkowo pracował w irackich służbach bezpieczeństwa. W 1997 był zastępcą ministra spraw wewnętrznych do spraw bezpieczeństwa. Opowiadał się za bezwzględnym zwalczaniem radykalnych grup islamskich, które przy pomocy terroru od początku lat 90. XX w. starały się doprowadzić do upadku rządów Husniego Mubaraka.
Stanowisko ministra spraw wewnętrznych objął po zamachu Grupy Islamskiej na zagranicznych turystów odwiedzających Luksor, w którym zginęło 58 obywateli państw obcych. Husni Mubarak zdymisjonował po tym wydarzeniu ministra Hasana al-Alfiego. O wyborze al-Adliego prawdopodobnie zdecydowało jego doświadczenie wyniesione ze służb bezpieczeństwa.
W kolejnych latach podległe mu ministerstwo spraw wewnętrznych dopuszczało się tortur, opozycja egipska oskarżała go o kierowanie represjami względem krytyków Mubaraka. Według Amnesty International ministerstwo spraw wewnętrznych mogło bezkarnie torturować więźniów i dopuszczać się pogwałcenia praw człowieka. Szczególny rozgłos osiągnęła sprawa Chalida Sajjida, zamęczonego przez policjantów w Aleksandrii w 2010.
Al-Adli pozostawał ministrem spraw wewnętrznych Egiptu do rewolucji w 2011. Jego dymisja była jednym z postulatów manifestantów występujących przeciwko rządowi. Żądanie sformulowano po rozpędzeniu pokojowych demonstracji przez policję, która użyła gazów łzawiących i dopuściła się pobić uczestników protestów 31 stycznia 2011. W czasie protestów, Husni Mubarak dokonał rekonstrukcji rządu, mając nadzieję na uspokojenie nastrojów i pozostanie przy władzy. Jednym z usuniętych z rządu ministrów był al-Adli, którego zastąpił Mahmud Wadżdi.  
Po rewolucji al-Adli został oskarżony wraz z Mubarakiem o wydanie nakazu strzelania do manifestantów występujących przeciwko rządowi, czego rezultatem była śmierć sześciu osób. 17 lutego 2011 postanowiono mu również zarzuty korupcji. Nie przyznał się do winy, sąd jednak uznał go za winnego i wymierzył mu karę 7 lat pozbawienia wolności za bezprawne wzbogacenie się, 5 lat za pranie brudnych pieniędzy, nakazał mu także zapłatę 15 mln funtów egipskich.
2 czerwca 2012 został uznany za współwinnego niepowstrzymania ataków na pokojowe demonstracje i skazany na dożywotnie pozbawienie wolności. Analogiczny wyrok w tym samym procesie otrzymał Husni Mubarak.  
13 stycznia 2013 Sąd Kasacyjny polecił powtórzenie jego procesu w sprawie dotyczącej śmierci manifestantów; taką samą decyzję podjął w sprawie Mubaraka.